# Hoobland
Hoobland, także Hoboczaki (ang. The Hoobs) – brytyjski serial kukiełkowy emitowany w brytyjskiej stacji Channel 4 w paśmie dziecięcym. Łącznie wyprodukowano 250 odcinków serialu w latach 2001–2002.
Światowa premiera odbyła się 15 stycznia 2001 roku. Do Polski serial zawitał tego samego roku pod tytułem Hoboczaki. 

## O serialu

### Opis
Hoobland jest bajkową krainą, którą zamieszkują stworzenia zwane Hoobsami. W czasie swoich podróży Hoobsy – Iver, Groove i Tula – muszą szukać odpowiedzi na pytania dotyczące przedmiotów, które spotkali na swojej drodze. Kiedy zdobędą odpowiedź, muszą dostarczyć ją mieszkańcom Hooblandu, którzy utworzą z niej nowe hasło do Hoobopedii. Gdy hasło jest gotowe, zostaje umieszczone w Hoobonecie, do której każdy mieszkaniec Hooblandu ma dostęp.

### Historia
W listopadzie 2000 roku Channel 4 ogłosił nowy program dla dzieci, który w ich założeniu miał dorównać sukcesowi jaki odniosły Teletubisie. Premiera serialu pt. The Hoobs odbyła się 15 stycznia następnego roku. W sumie wyprodukowano 250 epizodów podzielonych na 5 serii. Finałowy program pokazano 3 stycznia 2003 roku, choć serial nadal powtarzano aż do Bożego Narodzenia 2014 roku. Po świątecznej przerwie w nadawaniu pasma dziecięcego, Channel 4 nie przywrócił programu na swoją antenę.
W Polsce serial miał premierę w 2001 roku w stacji TV4 pod tytułem Hoboczaki i był emitowany z lektorem. Po paru latach Hoboczaki zostały jednak zdjęte z anteny kanału. Serial powrócił do Polski 3 grudnia 2007 roku pod tytułem Hoobland w wersji z dubbingiem (wszelkie śpiewane kwestie pozostawiono jednak niezdubbingowane). Tym razem program pokazywano w JimJam, a później w Polsat JimJam aż do 1 stycznia 2013 roku. Łącznie w wersji zdubbingowanej pokazano tylko 20 odcinków z serii czwartej programu.

## Bohaterowie

### Hoobsy
Hoobsy to futrzaste, antropomorficzne stworzenia jeżdżące swoim pojazdem zwanym Hoobmobile po Ziemi w celu odkrywania na niej nowych rzeczy.
- Iver (grany przez Dona Austena) - Hoobs płci męskiej o fioletowym futrze i limonkowej fryzurze. Jest najrozsądniejszy z całej trójki, wydaje się być czołowym z grupy.
- Tula (grana przez Julie Westwood) - Hoobs płci żeńskiej o różowym futrze i jasnozielonej fryzurze. Jest miła dla wszystkich i lubi spędzać czas z Iverem i Groove'em.
- Groove (grany przez Johna Ecclestona oraz Briana Herringa) - Hoobs płci męskiej o jasnozielonym futrze i ciemnozielonej fryzurze przysłaniającej mu oczy. Jest na ogół wesoły i spokojny. Ma bardzo duży apetyt.
- Roma (grana przez Gillie Robic) - Hoobs płci żeńskiej o jasnopomarańczowym futrze i różowej fryzurze. Wydaje się być starsza od reszty. Nie przemieszcza się Hoobmobilem razem z innymi, lecz skuterem. Jest bardzo uprzejma i chętnie pomaga Iverowi, Groove'owi i Tuli w znajdowaniu odpowiedzi na nurtujące ich pytania.
- Hubba Hubba (grany przez Marka Jefferisa oraz Briana Herringa) - Lider wszystkich Hoobsów. Ma jasnoniebieskie futro. Wysłał na Ziemię czwórkę Hoobsów ze swojej planety zwanej Hoobland, aby dowiadywali się na niej nowych rzeczy i zamieszczali te informacje w tzw. Hoobonecie (odpowiednik Internetu). Jest bardzo uprzejmy wobec wszystkich i wydaje się być bardziej przyjacielem innych Hoobsów niż ich liderem.

### Motorynki
Motorynki to trzy małe stworzenia przypominające roboty. Napędzają Hoobmobil i skuter Romy. Często śpiewają piosenki. Grane są kolejno przez Rebeccę Nagan, Wim Booth i Marka Jefferisa.
- Tootle - niebieska motorynka.
- Timp - żółta motorynka.
- Twang - różowa motorynka.

### Tyciludzie
Tyciludzie to określenie używane przez Hoobsy w stosunku do dzieci. Hoobsy odwiedzają Tyciludzi, kiedy chcą się czegoś od nich dowiedzieć.